# Малая Лыжня
Малая Лыжня (сев.-зап. мар. Изи Лижнӓ) — деревня в Кикнурском районе Кировской области.

## География
Находится на расстоянии 14 км по прямой  и 17 км по дороге на юго-запад от райцентра поселка  Кикнур.

## История
Известна с 1748 года как деревня Малая Лижня с населением 66 душ мужского пола из черемис новокрещеных. В 1873 году здесь (уже Малая Лыжня) было учтено дворов 26 и жителей 182, в 1905 50 и 287, в 1926 71 и 324 (в том числе мари 306), в 1950 64 и 240, в 1989 году отмечено 124 жителя. До января 2020 года входила в Кикнурское сельское поселение до его упразднения.

## Население
Постоянное население  составляло 91 человек (мари 91%) в 2002 году, 56 в 2010.